# Floiophycoideae
Floiophycoideae, potporodica crvenih algi, dio porodice Porolithaceae. Sastoji se od dva priznata roda s pet vrsta.
Potporodica je opisana 2018.

## Rodovi
1. Dawsoniolithon Caragnano, Foetisch, Maneveldt & Payri
2. Floiophycus R.A.Townsend & Huisman